# Golemo Selo, Kiustendil
Golemo Selo (în bulgară Големо Село) este un sat în comuna Bobov Dol, regiunea Kiustendil,  Bulgaria. 

## Demografie
Componența etnică a satului Golemo Selo
     Bulgari (98,77%)
     Nicio identificare (0,4%)
     Altele (0,81%)
La recensământul din 2011, populația satului Golemo Selo era de 488 locuitori. Din punct de vedere etnic, majoritatea locuitorilor (98,77%) erau bulgari. Pentru 0,4% din locuitori nu este cunoscută apartenența etnică.